# Биндесбёлль, Торвальд

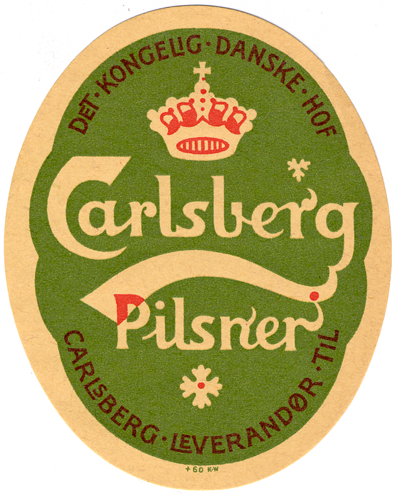
Этикетка Carlsberg Pilsner, 1904 г.

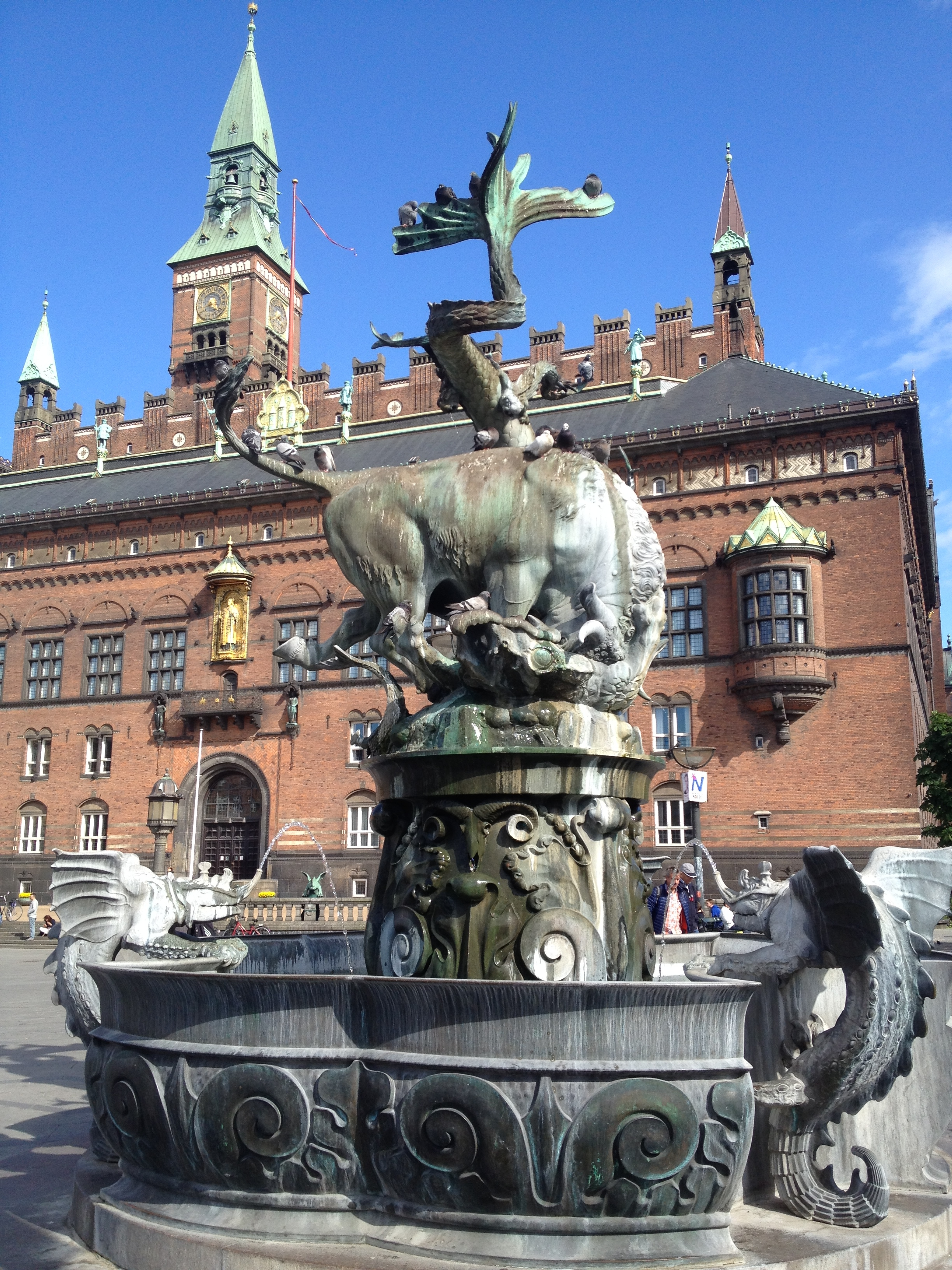
Фонтан дракона, Копенгаген

Торвальд Биндесбёлль (дат. Thorvald_Bindesbøll; 21 июля 1846[…], Копенгаген — 27 августа 1908, Фредериксберг) — датский архитектор представитель национального романтизма в датской архитектуре, скульптор и художник-орнаменталист. Одна из наиболее известных построек - это Фонтан Дракона в Копенгагене.  Но более всего он известен, как  создатель пивной этикетки Carlsberg, которая осталась неизменной с момента ее появления.  

## Биография
Биндесбёлль родился в Копенгагене в аристократической семье; он был сыном архитектора Михаэля Готлиба Биндесбёлля (1800–1856) и его жены Андреа Фредерикке Андерсен (1819–1899). Его сестра Йоханна Биндесбёлль была успешным художником по текстилю.  
Торвальд учился в Королевской Датской академии изящных искусств на архитектора и закончил ее в 1876 году. Биндесбёлль в своей работе, кроме архитектуры, так же обращался к ремесленному искусству. Уже в 1880 году он начал заниматься гончарным делом, вдохновленный своим другом и архитектором Андреасом Клемменсеном. Он начал производить керамику на заводе Frauens Levarefabrik. Он работал у Йохана Вальмана в Уттерслеве в 1883–1890 годах, между 1890 и 1891 годами работал с фаянсом у Келера в Нэстведе и в 1891–1904 годах у Г. Эйфрига в Валбю. С 1904 года он работал с датским мастером по золоту и серебру Хольгером Кистером (1872–1944). Так же на протяжении многих лет Биндесбёлль тесно сотрудничал с Августом Йерндорфом и Йоакимом Сковгаардом.  Международную известность он получил  на Всемирной выставке в Париже (1900 г.), где был награжден золотой медалью за декор датской выставки. Вместе с А. Михельсеном разработал ряд столовых приборов. 
Биндесбёлль умер во Фредериксберге и был похоронен во Фредериксберге в Эльдре Киркегорд.